# Subaru Rex
El Subaru Rex es un automóvil de turismo del segmento A producido por el fabricante japonés Subaru entre los años 1972 y 1992. 
Principalmente era vendido en Japón, aunque también se vendió en otros países, como por ejemplo Chile, en donde se vendió entre 1978 y 1987, vendiéndose ejemplares de la primera (Subaru 600; este modelo tiene motor trasero) y segunda generación (Subaru 700).
Era un coche de la misma categoría que el Suzuki Alto Works, el Mitsubishi Dangan ZZ, el Daihatsu Mira ,el Suzuki Cervo,y el FIAT 600.
Recientemente ha conseguido una gran popularidad en Japón, utilizándose en eventos de drifting con tracción delantera.
En otros países, el Rex es llamado Ace.
El modelo fue sustituido por el Subaru Vivio.

## Impreza WRX
Rex también es el apodo que recibe el potente Subaru Impreza WRX.